# Бугадзе, Георгий Ушангович
Гео́ргий (Ги́я) Ушангович Буга́дзе (груз. გიორგი (გია) უშანგის ძე ბუღაძე; род. 24 сентября 1956, Тбилиси, Грузинская ССР) — грузинский художник-монументалист, ректор Тбилисской академии художеств (2003—2012), профессор.

## Биография
Родился 24 сентября 1956 года в Тбилиси, в семье врачей. В молодом возрасте занимался в студии Якова Николадзе, а с 1977 по 1981 год обучался на факультете живописи Тбилисской государственной академии художеств им. А. Кутателадзе (класс Георгия Тотибадзе и Коки Махарадзе). В 1985 году окончил творческую мастерскую Академии художеств СССР (под руководством Учи Джапаридзе).
С 1991 года занимал должность проректора по научной части Академии художеств в Тбилиси, с 2003 по 2012 год был ректором Академии.
В феврале 2011 года был избран Председателем Союза художников Грузии.
Сын — Лаша Бугадзе, писатель.

## Творчество
Стал известен своей серией картин «Жизнь Картли». Специализируется на росписях и фресках. Он расписал купол библиотеки и конференц-зал Тбилисского государственного университета им. Ив. Джавахишвили, «Королевский зал» грузинского парламента, зал бывшего Министерства юстиции Грузии, а также конференц-залы педагогического и политехнического университетов Грузии.
Известны его монументальные работы и за рубежом. Бугадзе расписал церковь Мартина Лютера в Берлине (Германия), «Зал Свободы слова» в университете Луизианы (США) и грузинскую православную церковь в Париже. Кроме того, Бугадзе работает художником-постановщиком для театра и кино.
Кроме Грузии, персонально выставлялся в Ватикане, Италии, Испании, Швейцарии, Эстонии, Франции, Германии, России, Украине и Армении.

### Выставки
Персональные
- (30 ноября — 25 декабря 2010, Лондон, галерея «94»)
- «Olim — когда-нибудь» (6 марта — 11 апреля 2018, Тбилиси, Национальная галерея имени Дмитрия Шеварднадзе[3])

## Награды
- Лучшая работа года (1985, Союз художников Грузии)
- Премия Президента Франции «Best National Collection» на международном кинофестивале в Каннах (1990)
- Медаль Якова Гогебашвили (1993, Ассоциация учителей Грузии)
- Медаль Католикоса Антония II
- Медаль Ивана Джавахишвили (2001, Тбилисский университет)
- Медаль «Carolus Magnus» (2002, Ватикан)